# Jeremy Cole
Jeremy George Cole (ur. 24 kwietnia 1941 na terenie obecnej prowincji Tanganika) – zimbabwejski strzelec, olimpijczyk.
Wystąpił na Letnich Igrzyskach Olimpijskich 1980, na których pojawił się w jednej konkurencji. Zajął 33. miejsce w skeecie ex aequo z trzema zawodnikami (wśród 46 zawodników).
Wziął udział w Igrzyskach Wspólnoty Narodów 1982. W skeecie indywidualnym zajął 14. miejsce, a zawodach par uplasował się na 7. miejscu.

## Wyniki olimpijskie
| Igrzyska    | Konkurencja | Wynik       | Miejsce | Źródło |
| ----------- | ----------- | ----------- | ------- | ------ |
| Moskwa 1980 | Skeet       | 185 punktów | 33T     | [ 2 ]  |